# Liste der Monuments historiques in Mignéville
Die Liste der Monuments historiques in Mignéville führt die Monuments historiques in der französischen Gemeinde Mignéville auf.

## Liste der Objekte
| Bezeichnung  | Beschreibung                      | Standort                        | Kennzeichnung | Schutzstatus | Datum | Bild |
| ------------ | --------------------------------- | ------------------------------- | ------------- | ------------ | ----- | ---- |
| Pietà        | Holz, Anfang des 16. Jahrhunderts | in der Kirche St-Georges (Lage) | PM54000480    | Classé       | 1960  |      |
| Kronleuchter | Kristallglas, 19. Jahrhundert     | in der Kirche St-Georges (Lage) | PM54001696    | Inscrit      | 1975  |      |